# 아브넬

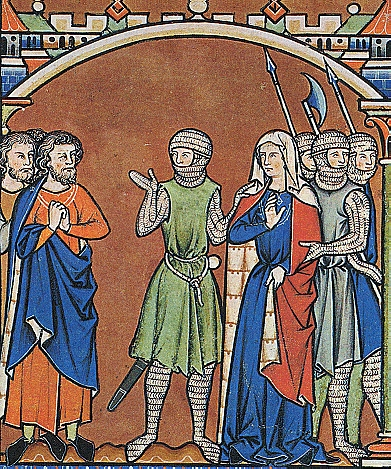
아브넬(녹색 옷)이 미갈을 발디엘에게서 데려가는 모습(모르간 성경, 1240년대).

아브넬(히브리어: אַבְנֵר ʾAḇnēr)은 구약성경에서 사울 왕의 사촌이자 그의 군대 총사령관이었다. 그의 이름은 "내 아버지는 넬이다"라는 긴 형태의 아비넬이 있는 אבינר בן נר‎ "넬의 아들 아비넬"로도 나온다.

## 성경 이야기
아브넬은 처음에 사울의 역사에서 우연히 언급되는데, 사울의 삼촌인 넬의 아들이자 사울 군대의 사령관으로 처음 등장한다. 그는 골리앗을 죽인 다윗을 사울에게 소개한 사령관으로서 다시 이야기에 등장한다. 사울의 권력이 무너진 비참한 길보아 전투에 대한 기록에서는 언급되지 않는다. 아브넬은 사울의 아들 중 가장 어리지만 유일하게 살아남은 이스보셋을 붙잡아(그는 에스바알이라고도 불렸다) 요르단 동쪽의 마하나임에서 이스라엘의 왕으로 세웠다. 한편 유다에게만 왕으로 받아들여진 다윗은 헤브론에서 다스리고 있었고, 한동안 양측 사이에 전쟁이 계속되었다.
두 파벌 간에 상세하게 서술된 유일한 교전은 각 측에서 선발된 12명의 남자들 사이에서 기브온에서 발생한 충돌로 시작되었으며, 이 충돌에서 24명 모두가 사망한 것으로 보인다. 뒤이은 전반적인 교전에서 아브넬은 패배하여 도주했다. 그는 요압의 동생 아사헬에게 끈질기게 추격당했는데, 아사헬은 "들노루처럼 발이 빨랐다"고 전해진다. 아사헬이 경고에도 불구하고 추격을 멈추지 않자 아브넬은 자기방어를 위해 그를 죽일 수밖에 없었다. 아브넬은 창을 땅에 박고 아사헬이 스스로 찔리게 했다. 이것은 양측 지도자들 사이에 치명적인 불화를 일으켰는데, 아사헬의 가장 가까운 친척인 요압은 그 나라의 법과 관습에 따라 그의 피의 복수자였기 때문이다. 그러나 요세푸스의 《고대사》 7권 1장에 따르면, 요압은 아브넬이 아사헬에게 먼저 경고하고 창자루로 그를 기절시키려 한 후 정정당당하게 싸움에서 죽였기 때문에, 아사헬의 죽음에 대해 아브넬을 용서했다.

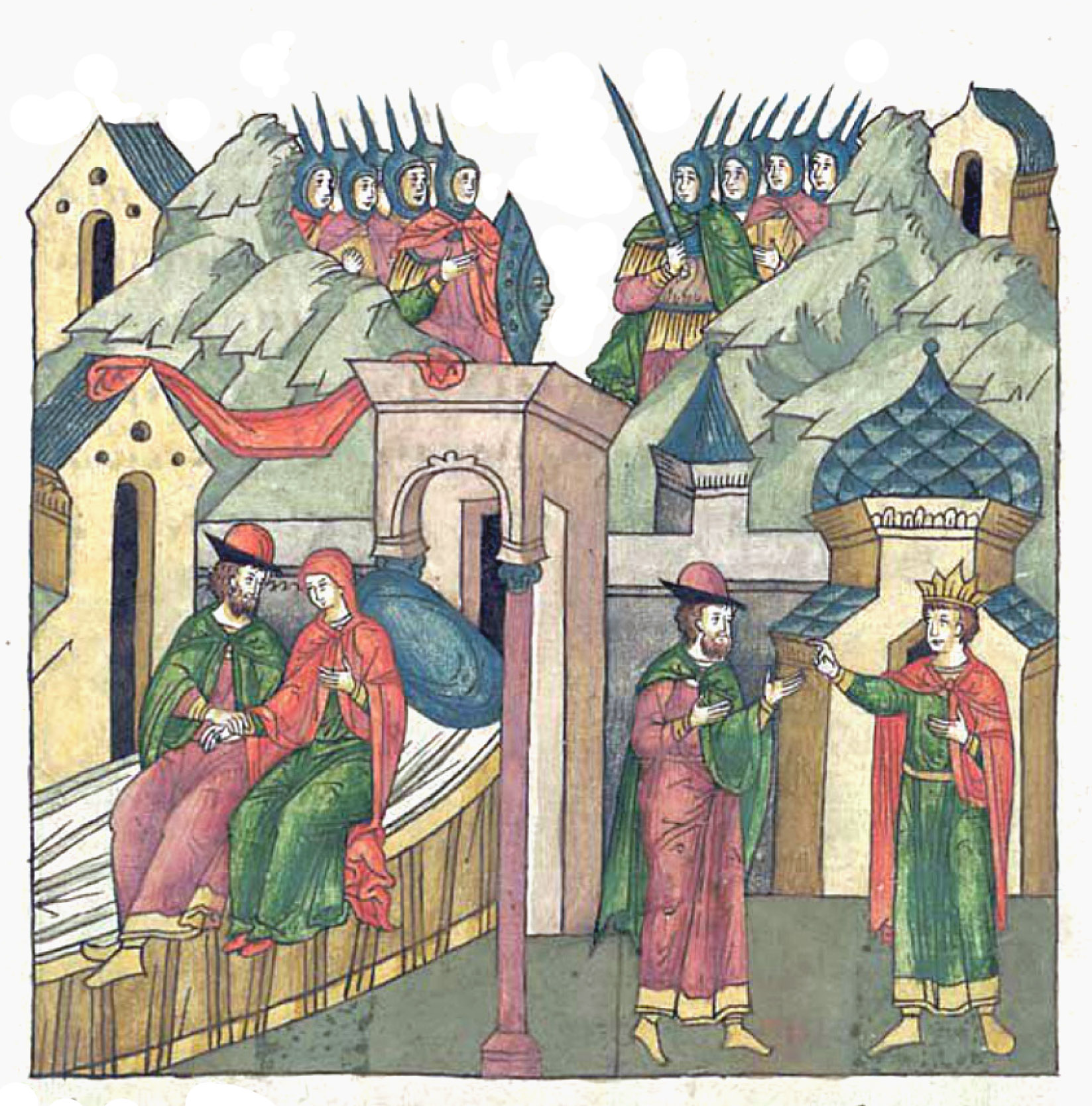
아브넬과 리스바

얼마 동안 전쟁은 계속되었고, 항상 다윗 쪽이 유리했다. 마침내 이스보셋은 아브넬이 사울의 첩 중 한 명인 리스바와 동침했다고 비난함으로써 비틀거리는 왕국의 주요 지지 기반을 잃었다. 당시 관념에 따르면 이러한 동침은 왕위에 대한 야심을 의미했기 때문이다.
아브넬은 그 질책에 분개하여 즉시 다윗과 협상에 들어갔고, 다윗은 아내 미갈을 돌려주는 조건으로 그를 환영했다. 이 일은 성사되었고, 진행 절차는 잔치로 비준되었다. 그러나 거의 즉시, 어쩌면 의도적으로 쫓겨났던 요압이 돌아와 헤브론 성문에서 아브넬을 살해했다. 이 암살의 표면적인 동기는 아사헬에게 복수하려는 욕구였으며, 이는 당시의 도덕적 기준에 따르면 정당화될 수 있는 행동이었다 (그러나 아브넬은 도피성인 헤브론에서는 그러한 복수 살해로부터 안전했어야 했다). 이 사건 이후 다윗의 행동은 그가 이 행위에 공모하지 않았음을 보여주었지만, 그는 가해자들을 처벌할 용기가 없었다.
다윗은 사무엘하 3장 31-32절에 명시된 대로 아브넬을 헤브론에 묻었다. "다윗이 모든 백성에게 이르되 너희는 옷을 찢고 굵은 베를 동이고 아브넬 앞에서 슬퍼하라 하니라 다윗 왕이 상여 뒤를 따라가매 그들이 아브넬을 헤브론에 장사하고 왕이 아브넬의 무덤에서 소리를 높여 울매 모든 백성도 울더라."
아브넬이 죽은 직후, 이스보셋은 잠자던 중에 암살당했고, 다윗은 재통합된 왕국의 왕이 되었다.

## 랍비 문학
미드라시 문헌은 아브넬을 엔도르의 마녀의 아들(Pirḳe R. El. xxxiii.)로, 그리고 하가다(Yalḳ., Jer. 285; Eccl. R. on ix. 11; Ḳid. 49b)에서 탁월한 영웅으로 확립한다. 자신의 비범한 힘을 의식한 그는 "땅을 붙잡을 수만 있다면 흔들어 버릴 수 있을 텐데"라고 외쳤다(Yalḳ. l.c.). 이 말은 아르키메데스의 유명한 발언인 "지렛목이 있다면 세상을 움직일 수 있을 텐데"와 유사하다. 미드라시(Eccl. R. l.c.)에 따르면, 이스라엘 군대를 무릎 사이에 둘 수 있었던 아브넬의 발 중 하나를 움직이는 것보다 두께 6야드의 벽을 움직이는 것이 더 쉬웠을 것이다. 그러나 때가 되자 요압은 그를 쳤다. 하지만 아브넬은 죽어가는 순간에도 실뭉치처럼 적을 붙잡고 그를 으스러뜨리겠다고 위협했다. 그때 이스라엘 백성이 와서 요압의 생명을 간청하며 말하기를: "그가 죽으면 우리는 고아가 되고, 우리 여자들과 모든 소유가 블레셋 사람들의 먹이가 될 것입니다." 아브넬이 대답했다: "무엇을 할 수 있겠는가? 그가 내 빛을 꺼뜨렸다"(치명적인 상처를 입혔다). 이스라엘 백성은 답했다: "당신의 대의를 진정한 재판관[하느님]에게 맡기십시오." 그러자 아브넬은 요압을 놓아주고 땅에 쓰러져 죽었다(Yalḳ. l.c.).
랍비들은 아브넬이 이러한 폭력적인 죽음을 마땅히 받을 만했다고 동의하지만, 대체로 "의로운 사람"(창세기 82:4)으로 여겨졌던 자에게 그렇게 끔찍한 형벌을 초래한 죄의 정확한 성격에 대해서는 의견이 분분하다. 어떤 이들은 아브넬이 사울에게 놉의 제사장들을 죽이지 못하게 막으려 하지 않았다고 비난한다(예루살렘 탈무드 페아 1:16a; 레위기 랍바 26:2; 산헤드린 20a). 아브넬은 제사장들의 무죄와 다윗에 대한 그들의 행동의 정당성을 확신하고 있었고, 다윗이 군대 지도자로서 우림과 둠밈을 사용할 특권이 있다고 여겼다(사무엘상 22:9-19). 아브넬은 사울의 제사장 살해 명령에 수동적으로 저항하는 것에 만족하지 않고(Yalḳ., Sam. 131), 왕을 제지하려 했어야 했다. 다른 이들은 아브넬이 그러한 시도를 했지만 헛되었고, 그의 유일한 죄는 사울의 죽음 이후 2년 반 동안 다윗과 싸움으로써 다윗의 이스라엘 통치 시작을 지연시킨 것이라고 주장한다(산헤드린 l.c.). 또 다른 이들은 창세기 49:27에 근거한 전통에 따라 베냐민 가문에서 두 명의 왕이 나올 것이라는 점을 감안하여 그를 변명하면서도, 다윗이 사울의 옷자락을 잡고(사무엘상 24:11) 왕의 자신에 대한 불신이 얼마나 근거 없는지를 보여주었을 때 아브넬이 사울과 다윗의 화해를 막았다고 비난한다. 사울은 화해하려는 경향이 있었지만, 아브넬은 다윗이 옷 조각을 어디에서든, 어쩌면 가시에 걸려 찾았을 수도 있다고 말하며 화해를 막았다(예루살렘 탈무드 페아 l.c., 레위기 랍바 l.c. 등). 더욱이, 아브넬이 이스라엘 젊은이들이 스포츠를 위해 서로를 죽이도록 허락한 것은 잘못이었다(사무엘하 2:14-16). 그러나 아사헬의 죽음에 대해서는 아브넬이 자기방어로 그를 죽였기 때문에 아무런 비난도 받지 않는다(산헤드린 49a).
아브넬, 곧 순수한 전사를 "율법의 사자"(Yer. Peah, l.c.)라고 부르며, 심지어 신명기 23장 3절의 율법이 암몬과 모압 여성을 남성뿐만 아니라 유대 공동체에서 배제하는지 여부에 대해 그와 도액 간의 할라카적 논의의 예시를 드는 것이 랍비의 성경 이야기 해석의 특징이다. 도액은 다윗이 모압 여자 룻의 후손이므로 왕관을 쓰는 데 적합하지 않으며, 심지어 진정한 이스라엘인으로 간주될 수도 없다고 주장했다. 반면 아브넬은 그 율법이 남성 혈통에만 해당한다고 주장했다. 도액의 변증법이 아브넬의 그것보다 우세하자, 아브넬은 사무엘 선지자에게 가서 사무엘은 아브넬의 견해를 지지했을 뿐만 아니라 도액의 주장을 완전히 반박했다(Midr. Sam. xxii.; Yeb. 76b et seq.).
기원후 1세기 중반 예루살렘의 가장 저명한 가문 중 하나인 짜치트 하케사트(Ẓiẓit ha-Kesat)는 아브넬의 후손이라고 주장했다(창세기 랍바 98장).

## 아브넬의 무덤
아브넬의 무덤으로 알려진 장소는 헤브론의 막벨라굴에서 멀지 않은 곳에 위치하며 일년 내내 방문객을 맞이한다. 수세기 동안 많은 여행자들이 이 무덤을 방문했다고 기록했다.

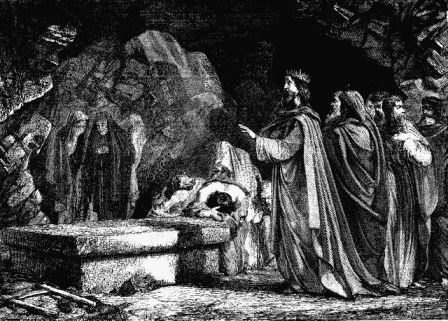
다윗과 아브넬의 무덤. 작가 미상. 19세기.

 1165년에 여행을 시작한 투델라의 벤야민은 일지에 이렇게 썼다. "에스골 골짜기는 헤브론이 서 있던 산의 북쪽에 있고, 막벨라 동굴은 그 동쪽에 있다. 동굴에서 서쪽으로 활시위 한 발 거리에는 넬의 아들 아브넬의 무덤이 있다."
12세기의 한 랍비는 엘칸 나단 애들러의 책 《중세 유대인 여행자: 19가지 직접 경험담》에 재수록된 바에 따르면 이 무덤을 방문했다고 기록했다. 이 기록에는 "나, 라비 나다니엘 하 코헨의 아들 야곱은 많은 어려움 끝에 여행했지만, 하나님께서 내가 성지에 들어가는 것을 도우셨고, 나는 헤브론에 있는 우리 의로운 족장들의 무덤과 넬의 아들 아브넬의 무덤을 보았다"고 되어 있다. 애들러는 이 방문이 살라딘이 1187년 예루살렘을 점령하기 이전에 이루어졌을 것이라고 추정한다.
랍비 모세 바솔라는 1522년에 이 무덤을 방문했다고 기록했다. 그는 "아브넬의 무덤은 헤브론 한가운데에 있고, 무슬림들이 그 위에 모스크를 지었다"고 말한다. 1500년대의 또 다른 방문객은 "헤브론 시장 입구, 언덕 꼭대기 벽 근처에 교회 안 동굴에 넬의 아들 아브넬이 묻혀 있다"고 언급했다. 이 방문은 1561년의 여행기 모음집인 《세페르 이흐스 하짜디킴》(의로운 자들의 족보)에 기록되었다. 아브라함 모세 룬츠는 1896년에 이 책을 재인쇄했다.
이스라엘 땅 최초의 호텔리어로 여겨지는 카메니츠의 메나헴 멘델은 자신의 1839년 저서 《코롯 하이팀》에서 아브넬의 무덤에 대해 썼는데, 이 책은 영어로 《이스라엘 땅 여수룬의 시대의 사건들》로 번역되었다. 그는 "여기 내가 경의를 표한 의로운 자들의 무덤에 대해 쓰겠다. 헤브론 – 위에서 하마크펠라 동굴에서 기도하러 오는 사람들의 특징과 행동 순서가 설명되어 있다. 나는 그곳으로, 상점들 사이로, 넬의 아들 아브넬의 무덤 위로 걸어갔고, 이스마엘인에게 – 무덤은 그의 안뜰에 있었다 – 들어가게 해달라고 돈을 지불해야 했다"고 말했다.
작가이자 여행가인 J. J. 벤야민은 자신의 저서 《아시아와 아프리카에서의 8년》(1859년, 하노버)에서 이 무덤을 방문한 것을 언급했다. 그는 "족장들의 무덤을 나와 유대인 거주지로 가는 길을 따라가면, 안뜰 왼쪽에 터키식 주택이 보이고, 그 옆에 몇 개의 계단을 내려가는 작은 동굴이 있다. 이곳이 사울 왕의 군대 장관 아브넬의 무덤이다. 이곳은 아랍인들에게 매우 존경받으며, 그 소유주는 항상 최상의 상태로 관리한다. 그는 방문객들에게 작은 사례금을 요구한다"고 말했다.
영국의 학자 이스라엘 아브라함스는 1912년 자신의 저서 《기쁨의 책과 기타 논문》에서 다음과 같이 썼다. "헤브론은 다윗이 유다를 통치했던 곳이었다. 아브넬은 이곳에서 요압에게 살해당하여 묻혔다. 그들은 여전히 도시 내의 큰 집 정원에 아브넬의 무덤을 보여준다. 헤브론의 연못가에서는 이스보셋의 살해자들이 살해당했다..."

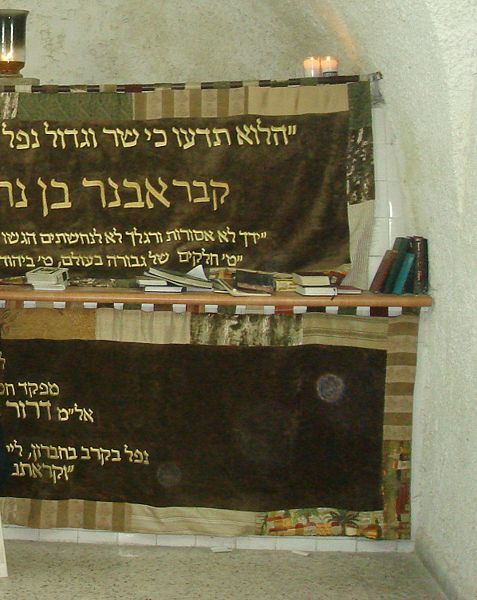
아브넬의 무덤

수년에 걸쳐 무덤은 황폐해지고 방치되었다. 1994년에는 일반인의 출입이 금지되었다. 1996년, 12명의 이스라엘 여성 그룹이 아브넬의 무덤을 다시 열어달라고 대법원에 청원서를 제출했다. 수년간 더 많은 요청이 있었고, 결국 막벨라굴의 이삭 홀이 개방되는 열흘에 맞춰 일 년 중 열흘 동안 일반 대중에게 개방될 수 있도록 조치가 취해졌다. 2007년 초에는 새로운 메이즈자가 유적지 입구에 부착되었다.

## 대중문화에서
- 1960년, 다윗과 골리앗 (영화) – 아브넬은 마시모 세라토가 연기했다. 이 버전에서 아브넬은 골리앗을 죽이고 승리하여 돌아온 다윗(이비차 파예르)을 살해하려 한다. 그러나 여기서는 아브넬이 사울 왕(오슨 웰스)에게 살해당한다.
- 1961년, 《다윗의 이야기》 (영화) – 아브넬은 웨일스 배우 데이비드 데이비스가 연기했다.
- 1976년, 《다윗의 이야기》 (텔레비전 시리즈) – 젊은 아브넬은 이스라엘 배우 예후다 에프로니가, 나이 든 아브넬은 영국 배우 브라이언 블레시드가 연기했다.
- 1985년, 다윗 대왕 (영화) – 아브넬은 영국 배우 존 캐슬이 연기했다. 다윗 왕은 리처드 기어가 연기했다.
- 1997년, 《다윗 왕》 (뮤지컬) – 팀 라이스와 앨런 멩컨이 작곡했다. 아브넬은 미국 배우 티머시 슈가 연기했다.
- 1997년, 《다윗》 (텔레비전 드라마) – 아브넬은 리처드 애시크로프트가 연기했다.
- 2009년, 《킹스》 (텔레비전 시리즈) – 아브넬은 웨스 스투디가 리누스 아브넬 장군으로 연기했다. 이 시리즈는 현재 미국과 유사한 다문화 서양 문화를 배경으로 하지만, 성경에서 차용한 인물들이 등장한다.
- 2012년, 《레이 다비》(브라질 텔레비전 시리즈) – 아브넬은 이란 말피타노가 연기했다.
- 2025년, 《다윗의 집》(TV 시리즈) – 아브넬은 오데드 페르가 연기한다.

## 내용주
1. ↑  Chisholm (1911)에 따르면, "[그] 충돌 이야기는 의미가 불확실한 헬캇핫추림이라는 이름을 설명하기 위한 것이다 (Ency. Bib. col. 2006; Batten in Zeit. f. alt-test. Wissens. 1906, pp. 90 sqq.)."

### 인용
1. ↑  1 Samuel 14:50, 20:25
2. ↑  “1 Samuel 14:50 Interlinear: and the name of the wife of Saul is Ahinoam, daughter of Ahimaaz; and the name of the head of his host is Abner son of Ner, uncle of Saul;”. 《biblehub.com》. 2018년 4월 4일에 확인함.
3. ↑  1 Samuel 14:50, 17:55, 26:5)
4. 1 2 3   본 문서에는 현재 퍼블릭 도메인에 속한 브리태니커 백과사전 제11판의 내용을 기초로 작성된 내용이 포함되어 있습니다.
5. ↑  2 Samuel 2:12
6. ↑  2 Samuel 2:18
7. ↑  참조. 2 Samuel 3:7
8. ↑  참조. 2 Samuel 16:21 이하.
9. ↑  2 Samuel 3:31–39; 참조. 1 Kings 2:31 이하.
10. ↑  2 Samuel 3:31–32
11. ↑  “Shmuel II – Chapter 3”. Chabad. 2016년 1월 6일에 확인함.
12. ↑  2 Samuel 4:5–12
13. ↑  2 Samuel 5:1–5
14. ↑  Price & Ginzberg 1901, 71–72쪽.
15. ↑  《The Itinerary of Benjamin of Tudela: Travels in the Middle Ages》. New York: NightinGale Resources. 2004년 3월 1일. ISBN 9780911389098.
16. ↑  Adler, Elkan Nathan, 편집. (2011년 11월 30일). 《Jewish Travellers in the Middle Ages: 19 Firsthand Accounts》. New York: Dover Publications. ISBN 9780486253978.
17. ↑  Avraham, David (1999년 12월 31일). 《In Zion and Jerusalem: The Itinerary of Rabbi Moses Basola 1512–1523》. Jerusalem: C G Gundation. ISBN 9789652229267.
18. ↑  Ochser, Schulim. “URI (ORI) BEN SIMEON”. 《History and Anthropology in Jewish Studies》. Penn Libraries. 2015년 1월 5일에 확인함.
19. ↑  “The first Holy Land hotelier”. 《The Jerusalem Post | JPost.com》. 2010년 3월 29일. 2016년 1월 10일에 확인함.
20. ↑  Cook, David; Cohen, Sol (August 2011). 《"Book of the Occurrences of the Times to Jeshurun in the Land of Israel" by David G. Cook and Sol P. Cohen》. 《Miscellaneous Papers》. 2016년 1월 10일에 확인함.
21. ↑  “Eight years in Asia and Africa from 1846–1855 : Israel Joseph Benjamin : Free Download & Streaming”. 《Internet Archive》. 2016년 1월 10일에 확인함.
22. ↑  Abrahams, Israel (2016년 1월 5일). 《The Book of Delight and Other Papers》. CreateSpace Independent Publishing Platform. ISBN 9781523233328.
23. ↑  “Google Groups”. 《groups.google.com》. 2016년 1월 6일에 확인함.
24. ↑  “Articles by David Wilder: The Mystery of the Tomb of Avner ben Ner or Understanding Uzi's Whims”. 《davidwilder.blogspot.co.il》. 1997년 5월 20일. 2016년 1월 6일에 확인함.
25. ↑  “Machpela website”. 2011년 7월 14일에 원본 문서에서 보존된 문서.
26. ↑  “Shturem”. 2016년 8월 27일에 원본 문서에서 보존된 문서.

### 참고 자료
- 본 문서에는 현재 퍼블릭 도메인에 속한 《Jewish Encyclopedia 1901–1906》의 내용을 기초로 작성된 내용이 포함되어 있습니다.